# Tymoteusz II (patriarcha Konstantynopola)
Tymoteusz II Marmarinos, gr. Τιμόθεος Β´ Μαρμαρηνός (zm. 3 września 1620 w Konstantynopolu) – ekumeniczny patriarcha Konstantynopola w latach 1612–1620.

## Życiorys
W dniu 28 lutego 1601 r. został metropolitą Patras. W październiku 1612 został patriarchą Konstantynopola. Był przeciwnikiem Cyryla Lukarisa. Zmarł w dniu 3 września 1620. Plotka głosi że został otruty podczas kolacji wydanej przez holenderskiego ambasadora w Stambule.